# 泉湖 (佛羅里達州)
泉湖（英語：Spring Lake）是位於美國佛羅里達州赫爾南多縣的一個人口普查指定地區。

## 地理
泉湖的座標為28°29′19″N 82°18′30″W / 28.48861°N 82.30833°W，而該地最高點為海拔高度94米（即310英尺）。

## 人口
根據2010年美國人口普查的數據，泉湖的面積為8.90平方千米，當中陸地面積為8.60平方千米，而水域面積為0.30平方千米。當地共有人口458人，而人口密度為每平方千米51人。